# Anthelephila cyanochrous
Anthelephila cyanochrous es una especie de coleóptero de la familia Anthicidae.

## Distribución geográfica
Habita en la isla de Takara (Japón).